# Chamcook Mountain
Chamcook Mountain är ett berg i Kanada.   Det ligger i countyt Charlotte County och provinsen New Brunswick, i den sydöstra delen av landet, 700 km öster om huvudstaden Ottawa. Toppen på Chamcook Mountain är 637 meter över havet. Chamcook Mountain ligger vid sjön Chamcook Lake.
Terrängen runt Chamcook Mountain är platt. Havet är nära Chamcook Mountain åt sydost. Chamcook Mountain är den högsta punkten i trakten. Trakten är glest befolkad. Närmaste större samhälle är St. Stephen, 17,7 km väster om Chamcook Mountain. 